# Altair CCW-0204
Altair è una montagna russa prodotta dalla ditta Intamin del parco di divertimento Cinecittà World. È stata inaugurata il 24 luglio 2014 ed è attualmente la montagna russa con più inversioni d'Italia.

## Marketing
Questo quanto citato sul sito ufficiale del parco:

## Storia
Il treno viene tirato sulla rampa fino a 33 metri di altezza per poi essere sganciato. Inizia così la vertiginosa discesa, raggiungendo la massima velocità di circa 90 km/h. Possono salire persone alte da 140 cm (o 12 anni) a 195 cm.
Le 10 inversioni sono:
- 1 giro della morte;
- 1 cobra roll;
- 2 corkscrew;
- 5 heartline roll